# E-teatr.pl
e-teatr.pl – polski portal teatralny stworzony w 2004 roku przez Dział Dokumentacji Instytutu Teatralnego im. Zbigniewa Raszewskiego w Warszawie. Serwis był notowany w rankingu Alexa na miejscu 780 685.
Portal zbiera informacje o aktualnych premierach i repertuarze teatrów w Polsce oraz dysponuje szczegółową bazą danych:
- osób związanych twórczo z polskimi teatrami dramatycznymi, muzycznymi, lalkowymi oraz polskim filmem
  - biografia zawodowa,
  - kariera teatralna, filmowa i telewizyjna,
  - artykuły i notatki prasowe,
  - nagrody i odznaczenia,
- polskich teatrów
  - dane adresowe,
  - kierownictwo i skład aktualnego zespołu artystycznego,
  - aktualny i szczegółowy repertuar,
  - artykuły i notatki prasowe,
- przedstawień teatralnych:
  - data i miejsce premiery,
  - kierownictwo artystyczne spektaklu (reżyseria, scenariusz, scenografia, choreografia, aranżacja muzyczna itp)
  - obsada aktorska
  - recenzje prasowe,